# Podișul Lipovei - Poiana Ruscă
Podișul Lipovei - Poiana Ruscă este o arie protejată (sit de importanță comunitară — SCI) din România, desemnată în scopul protejării biodiversității și menținerii într-o stare de conservare favorabilă a florei spontane și faunei sălbatice, precum și a habitatelor naturale de interes comunitar aflate în arealul zonei de protecție. Aceasta este întinsă pe o suprafață de 35.974,8 ha, integral pe uscat.

## Localizare
Centrul sitului Podișul Lipovei - Poiana Ruscă este situat la coordonatele 45°49′27″N 22°23′37″E / 45.824064°N 22.393689°E. Situl se întinde pe teritoriile administrative ale județelor Arad (Birchiș, Săvârșin), Caraș-Severin (Rusca Montană), Hunedoara (Burjuc, Lăpugiu de Jos, Zam) și Timiș (Curtea, Margina, Pietroasa, Tomești).

## Înființare
Situl Podișul Lipovei - Poiana Ruscă a fost declarat sit de importanță comunitară (ROSCI0355) în septembrie 2011 pentru a proteja 7 specii de animale.

## Biodiversitate
Situată în ecoregiunile alpină și continentală, aria protejată nu include niciun habitat protejat.
La baza desemnării sitului se află mai multe specii protejate:
- amfibieni (1): izvoraș-cu-burta-galbenă (Bombina variegata)
- mamifere (4): lupul (Canis lupus), vidră de râu (Lutra lutra), râs eurasiatic (Lynx lynx), urs brun (Ursus arctos)
- nevertebrate (2): cosaș (Isophya stysi), fluturașul violet (Lycaena helle)